# Thamnochortus levynsiae
Thamnochortus levynsiae är en gräsväxtart som beskrevs av Neville Stuart Pillans. Thamnochortus levynsiae ingår i släktet Thamnochortus och familjen Restionaceae. Inga underarter finns listade i Catalogue of Life.